# St. Oswald (Knottenried)

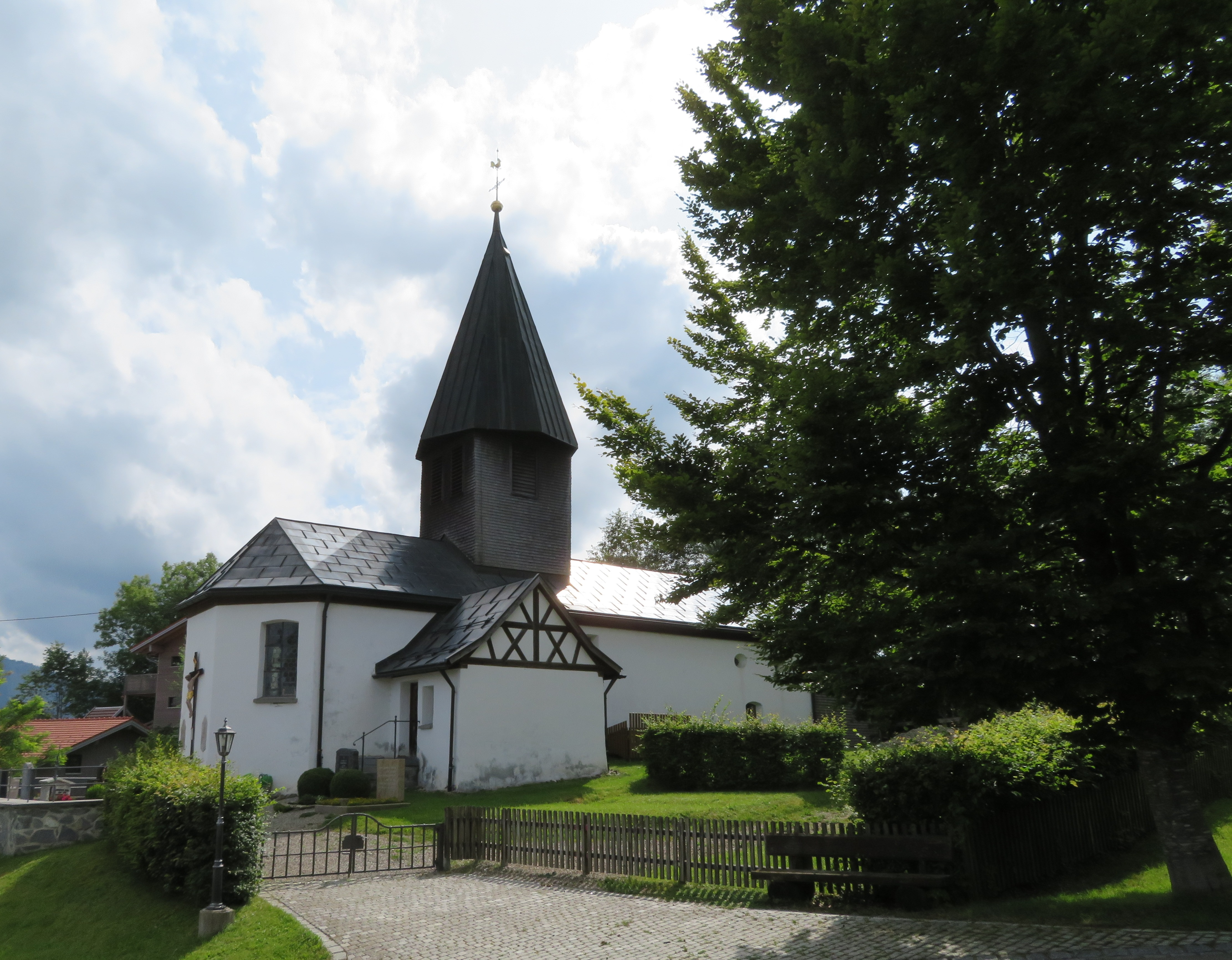
St. Oswald Knottenried

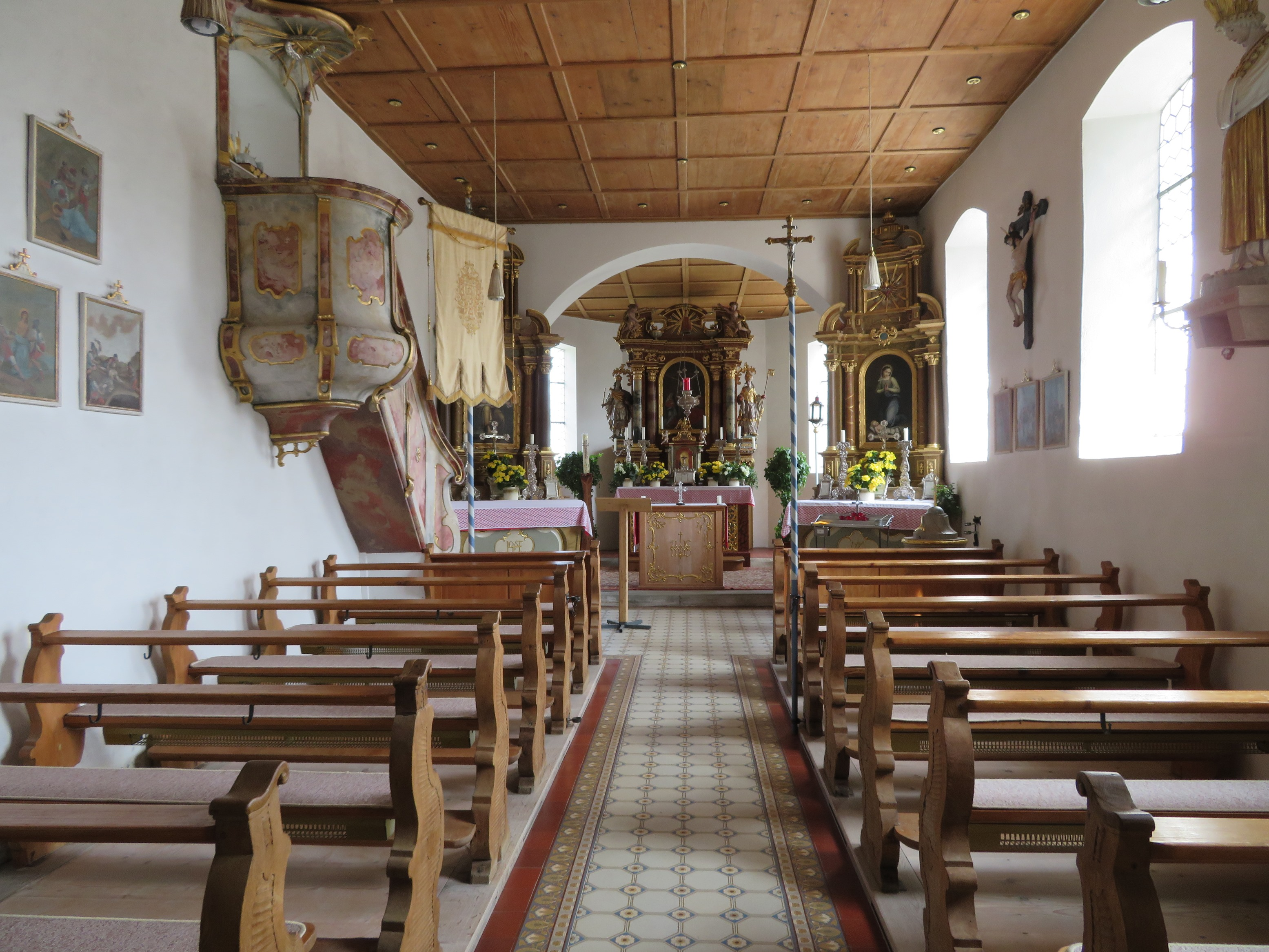
Kircheninneres

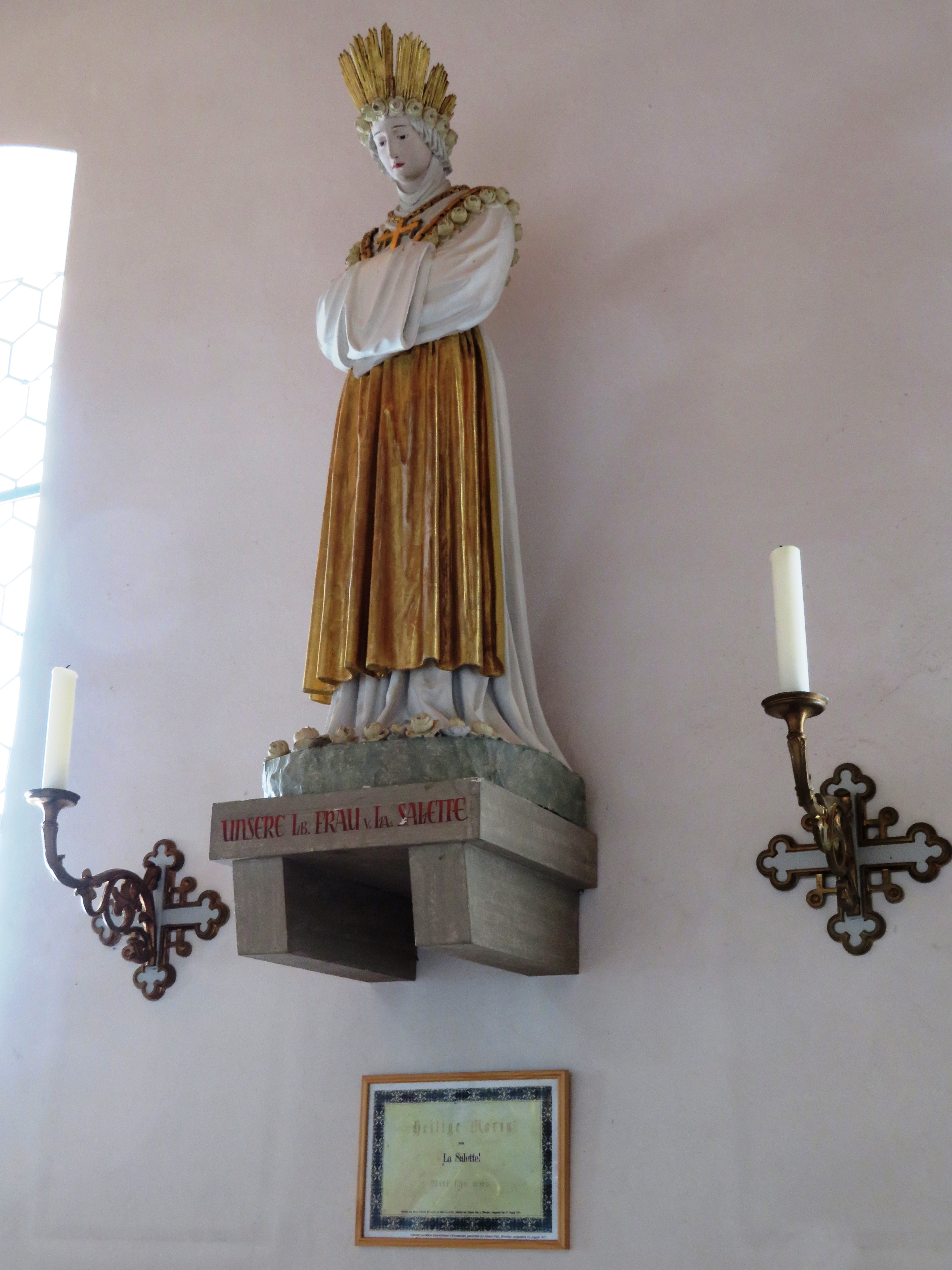
Maria von La Salette

St. Oswald ist die katholische Pfarrkirche von Knottenried, einem Ortsteil von Immenstadt im Allgäu. Das Bauwerk steht unter Denkmalschutz und ist unter dem Aktenzeichen D-7-80-124-56 gelistet.

## Geschichte
Auch wenn das Gebiet der Pfarrei Knottenried erst im 8. Jahrhundert christianisiert wurde, so dürfte dieser markant gelegene Platz bereits lange vorher bekannt und zu kultischen Zwecken genutzt worden sein. Um das Jahr 750 soll in Knottenried die erste Kirche errichtet worden sein. Dabei soll es sich um eine sogenannte „Wanderkirche“ gehandelt haben. Der Überlieferung zufolge wanderte das Baumaterial jede Nacht auf wundersame Weise vom geplanten Bauplatz zum heutigen Standort der Kirche. Man sah dies als einen Fingerzeig Gottes und errichtete schließlich die Kirche am heutigen Standort. Tatsächlich wurde der Bau der Kirche von der Bevölkerung wohl so lange sabotiert, bis das Gotteshaus auf dem bestehenden heidnischen Kultplatz errichtet wurde, was ihnen die Konversion zum christlichen Glauben erleichterte. Welche heidnische Gottheit hier vor der Christianisierung verehrt wurde, ist nicht überliefert. Es gibt auch Theorien, dass es sich bei diesen Kultstätten um Sonnenheiligtümer gehandelt haben könnte, da von diesen Standorten aus günstigen Sichtbezüge zu Berggipfeln besteht. Unter Zuhilfenahme verschiedener Berggipfel als Fixpunkt, kann beim Aufgang der Sonne die Sonnenwenden und die Tag-/Nachtgleiche ermittelt und somit die Zeiten im Jahreslauf bestimmt und gefeiert werden. Für diese Theorie würde sprechen, dass das überlieferte Kirchweihfest der Knottenrieder Kirche am Sonntag nach der Sommersonnenwende (Sonntag nach Johanni) gefeiert wird.
Im Jahr 1090 kam zusammen mit Zaumberg vermutlich auch Knottenried als Schenkung an das Welfenkloster Weingarten.
Die erste bekannte Erwähnung der Pfarrkirche Knottenried stammt aus dem Jahr 1143. Am 9. April 1143 nahm Papst Innozenz II. das Kloster Weingarten samt dessen Besitzungen, worunter eine Anzahl namentlich aufgezählt werden, unter seinen besonderen Schutz und verleiht demselben verschiedene Begünstigungen. Darin heißt es: Zunberc cum suis appendiciis. Ecclesiam in Riet cum investitura (Zaumberg mit seinen Anhängen, die Kirche in Knottenried mit dem Einsetzungsrecht des Pfarrers).
Die Pfarrei Knottenried wurde 1520 zusammen mit anderen Gütern ein Lehen der Edlen von Prassberg und ging schließlich 1538 in das Eigentum der Herrschaft Rothenfels über.
Während und nach dem Dreißigjährigen Krieg wurden die Pfarreien Knottenried und Diepolz von Stein aus versehen. 1661 erhielt Knottenried wieder einen eigenen Pfarrer. Die Pfarrei Diepolz, die wegen geringen Erträgnissen keinen eigenen Pfarrer mehr bekam, wurde von Knottenried mit betreut. Die Vereinigung der Pfarreien wurde 1713 unter der Bedingung des Wechselgottesdienstes vollzogen, der Pfarrer residierte im Pfarrhof in Knottenried.
1804 fiel das Patronat der Pfarrkirche an Österreich und 1805 schließlich an die bayerische Krone.
Im Jahr 1805 baute die Gemeinde Diepolz auf eigenen Kosten einen neuen Pfarrhof und gab an höherer Stelle ein, dass, weil in Diepolz eine bessere Dotation und die Schule im Ort sei, die Residenz des gemeinsamen Pfarrers nach Diepolz verlegt werden möchte, was auch geschah. Daraufhin kam es zu einem jahrzehntelangen Streit zwischen den Pfarreien Knottenried und Diepolz, mit dem sich sogar Gerichte befassen mussten. Der Streit konnte erst 1871 beigelegt werden, als in Knottenried wieder ein eigener Pfarrer installiert wurde.
Durch das Bayerische Konkordat von 1817 und die damit verbundene Auflösung des Bistums Konstanz wurde die Pfarrei Knottenried dem Bistum Augsburg zugeschlagen.
Das Patronat über die Pfarrei Knottenried wurde seit 1805 nicht mehr weiter veräußert und so liegt das Besetzungsrecht auch heute noch bei der bayerischen Staatsregierung und nicht, wie gewöhnlich, beim Bischof von Augsburg. Da Knottenried jedoch keinen eigenen Pfarrer hat, kommt diese Regelung nicht zum Tragen. Seit 1961 wurde die Pfarrei vom Pfarrer aus Missen vikariiert. Im September 1998 wurde die Pfarrei Knottenried schließlich ein Teil der Pfarreiengemeinschaft Stein.

## Baukörper
Die Pfarrkirche St. Oswald ist ein Saalbau mit dreiseitig geschlossenem Chor und Dachreiter mit Spitzhelm

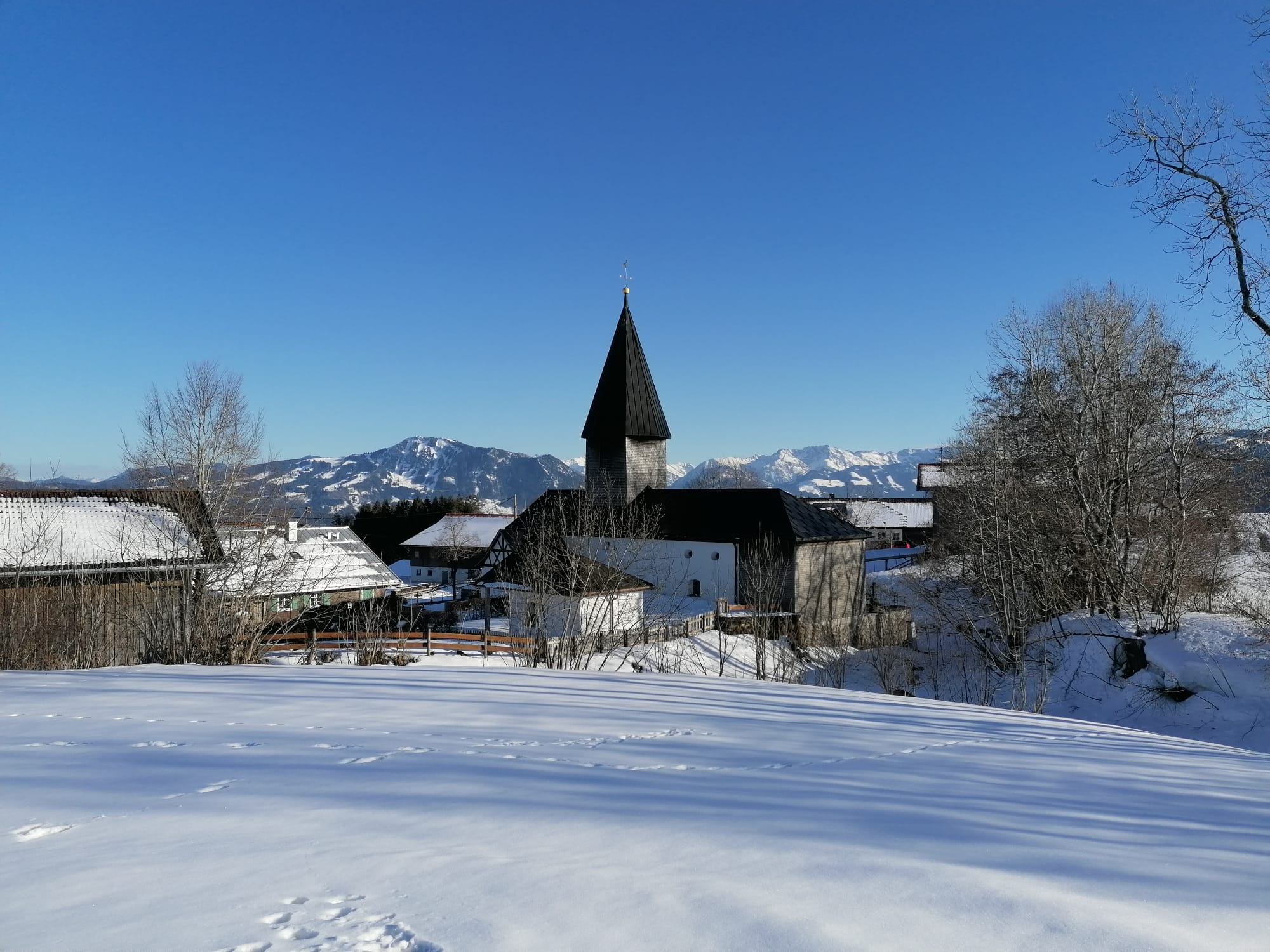
St. Oswald Knottenried

Die ältesten Teile des heutigen Kirchenbaus gehen auf die Zeit 1123 – 1143 zurück. Von diesem Bau zeugen heute noch die dicken Außenmauern des Langhauses. Das Langhaus der Kirche besitzt eine quadratisch gefelderte Täfeldecke. In der zweiten Hälfte des 15. Jahrhunderts wurde die Sakristei mit ihrem Fachwerkgiebel angebaut. In die Nordwand der Sakristei ist eine gotische Sakramentsnische aus Sandstein eingelassen. Der quadratisch mit einem achteckigen Spitzhelm versehene Dachreiter der Kirche ist in der Anlage spätgotisch. 1661 verlängerte man das Kirchenschiff nach Westen. Der Oberstaufener Kirchenmaler Heim wurde 1896 mit der ornamentalen Ausmalung von Chorraum und Kirchenschiff beauftragt.

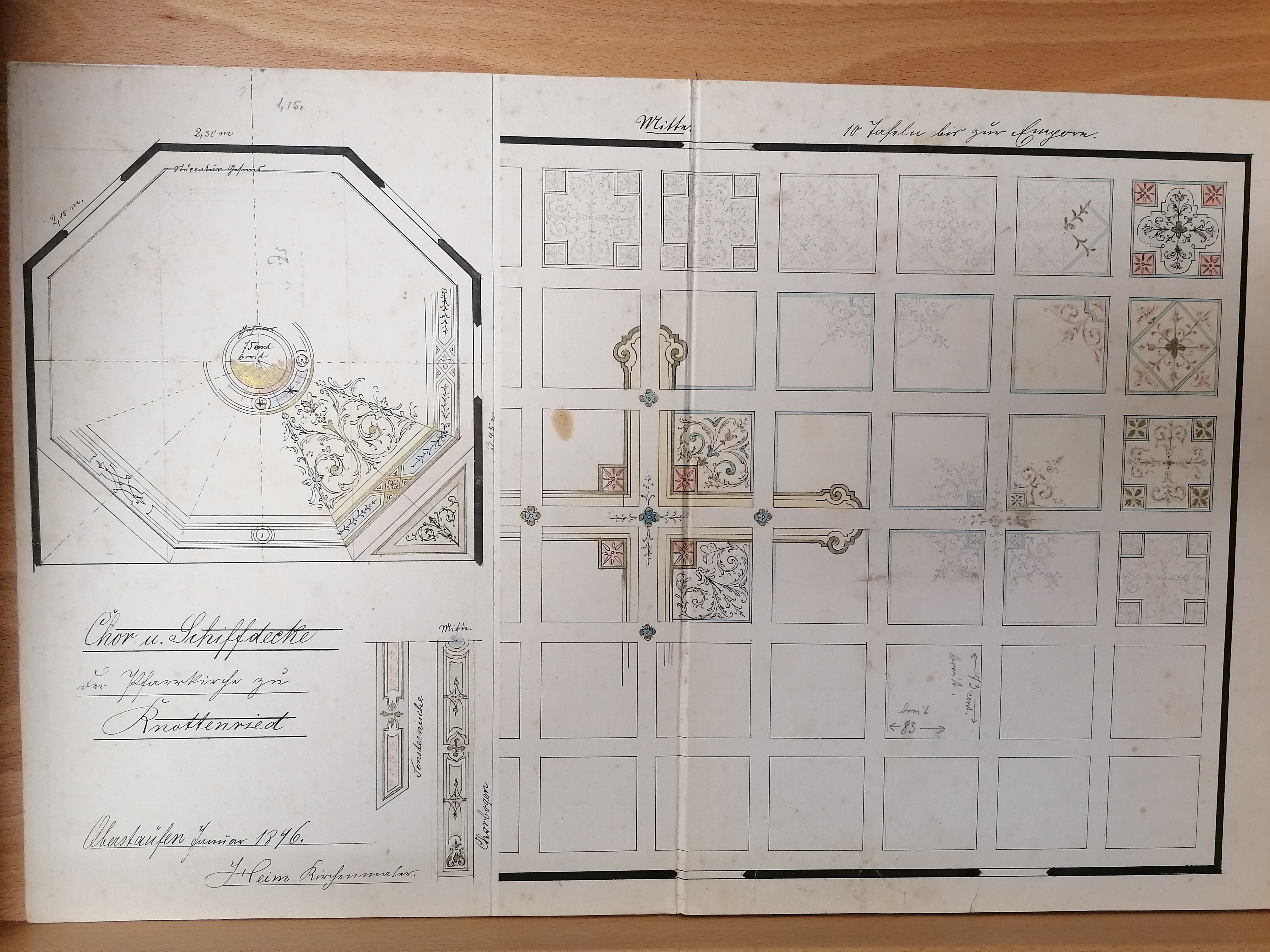
Ornamentale Ausmalung der Pfarrkirche aus dem Jahre 1896

Im Jahr 1918 wurden Planungen für einen umfassenden Umbau der Pfarrkirche Knottenried aufgenommen. Der komplette Dachstuhl des Kirchenschiffs samt der Kassettendecke, dem spätgotischen Dachreiter und das Dach der Sakristei mit dem Fachwerkgiebel wären entfernt worden. Damit die Außenmauern im Stande gewesen wären die Last des Größeren und höheren Dachs samt Unterkonstruktion aufzunehmen, wurde ein Betonkranz und auf Höhe des Chorbogens ein Schlauder eingeplant. An der neuen Dachkonstruktion wäre im Zuge des Innenausbaus ein Rabitz – Tonnengewölbe montiert worden. Aufgrund der gewonnenen Raumhöhe bot es sich an Orgelempore und Chorbogen anzuheben. Das hölzerne Vorzeichen hätte einem neuen gemauerten weichen müssen. Anstelle des Dachreiters war ein neuer Kirchturm auf der Nordseite neben der Sakristei geplant. Bei der Wahl der Turmspitze gab es jedoch Unstimmigkeiten. So sprach sich das königlich bayerische Innenministerium für ein Satteldach aus, während das bischöfliche Ordinariat und die Pfarrangehörigen eine Turmzwiebel präferierten, welche schlussendlich auch genehmigt wurde. Die allgemeine finanzielle Situation nach dem Ersten Weltkrieg ließ den geplanten Umbau dann jedoch nicht zu. 

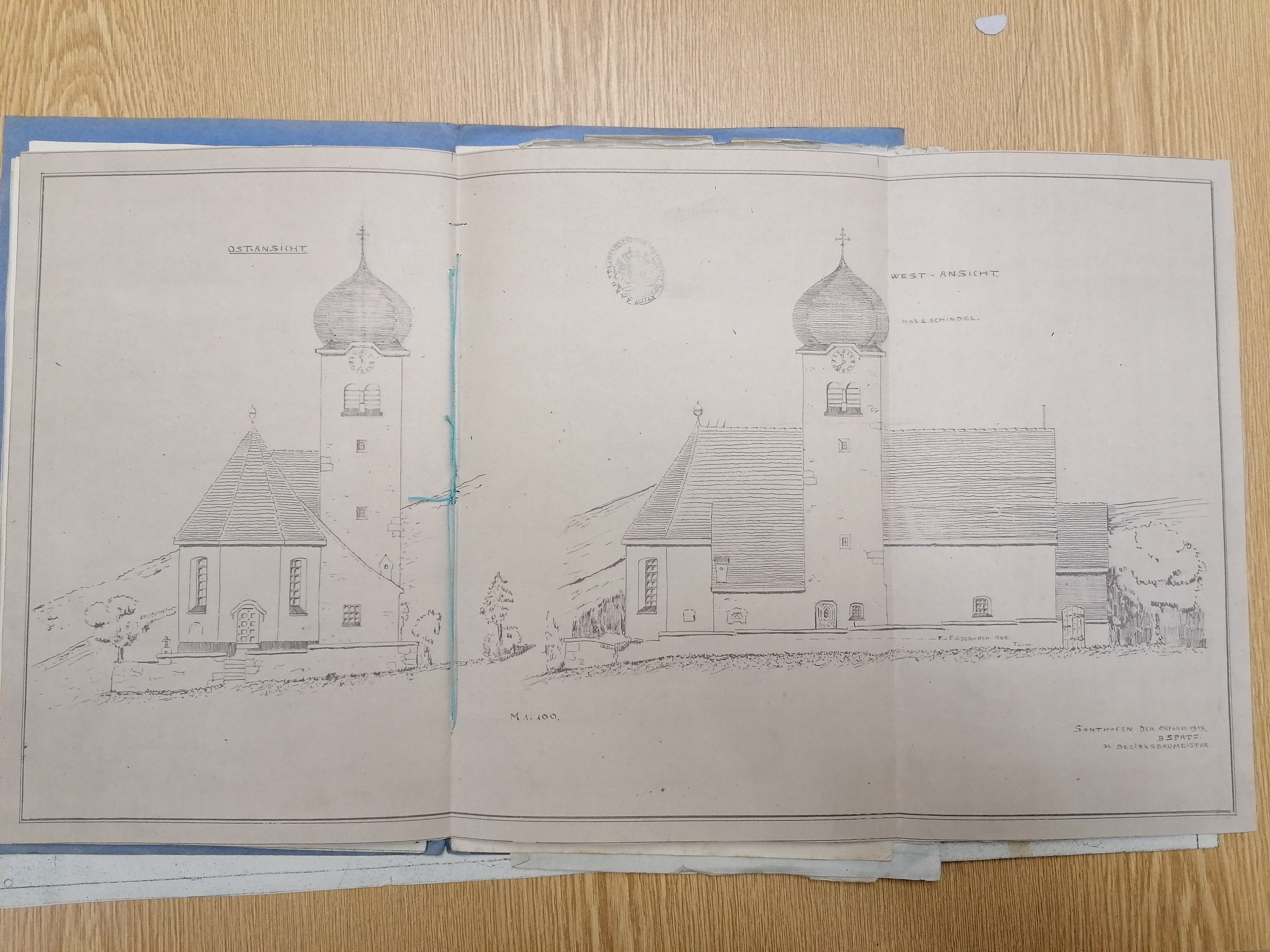
Kirchenumbau Knottenried Variante 1
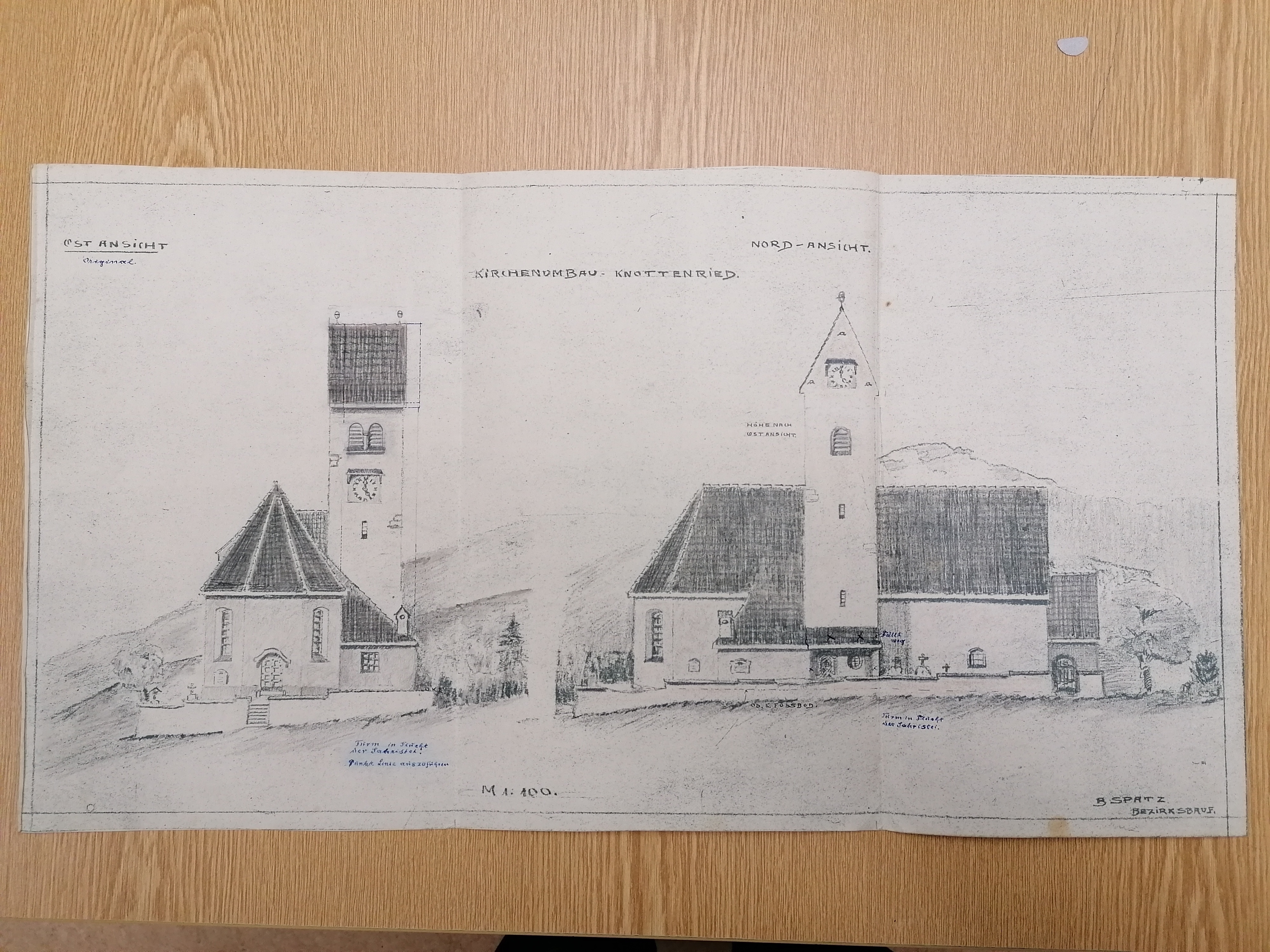
Kirchenumbau Knottenried Variante 2

Die Wände des Chorraums wurden 1958 erneuert und eine neue Täfeldecke eingezogen. In den darauffolgenden Jahren bis 1960 wurde im Zuge einer Innenrestaurierung die ornamentale Ausmalung, die die Kirche im späten 19. Jahrhundert erhalten hatte, wieder beseitigt. Von 1985 bis 1987 wurde die Kirche umfassend renoviert. Im Zuge dieser Renovierung wurde ein Teil des Dachgestühls sowie der Spitzhelm des Dachreiters erneuert.

## Ausstattung

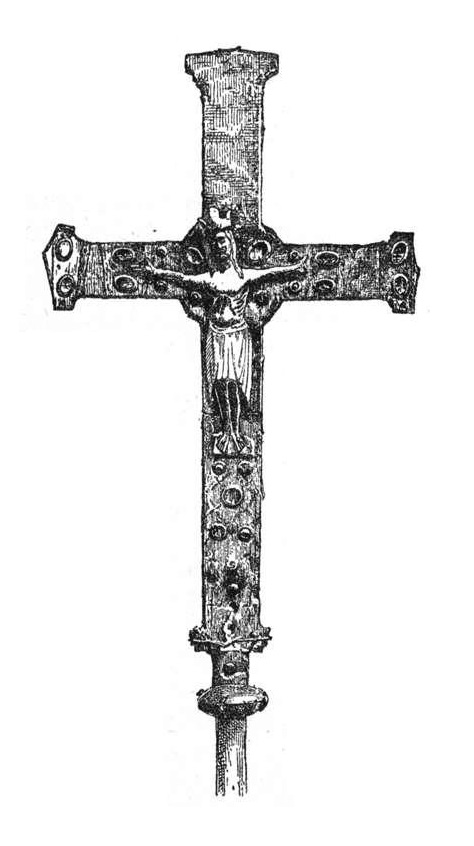
Romanisches Vortragekreuz aus Knottenried

Das älteste bekannte Ausstattungsstück der Pfarrkirche Knottenried ist ein romanisches Vortragekreuz. Dieses befand sich im Jahre 1881 im Eigentum des Pfarrers Lederle von Immenstadt, welcher zuvor Pfarrer in Knottenried war. Über den weiteren Verbleib des Vortragekreuzes ist nichts bekannt.
Vor der Kanzel an der linken Wand ist ein Gemälde des heiligen Blasius angebracht. Dieses Kunstwerk gehört nicht zur ursprünglichen Ausstattung der Kirche, sondern war früher das Altarblatt der Pfarrkirche in Diepolz. Ihm gegenüber an der rechten Langhauswand befindet sich seit 1877 eine Figur der Maria von La Salette, die von Johann Petz aus München geschnitzt und von Maria Anna Hirnbein aus Knottenried gestiftet wurde. Das Pfarramt in Knottenried bewahrt Täfelchen auf, auf denen Wallfahrer die Erhörung ihrer Gebete bezeugt haben. Nach wie vor ist Knottenried ein Ziel von Wallfahrten.
Ein barockes Kreuz, das zwischen den bleiverglasten Rundbogenfenstern hängt, stammt aus der ersten Hälfte des 18. Jahrhunderts.
Um 1700 wurden die beiden Seitenaltäre geschaffen, die dem heiligen Joseph und der Gottesmutter Maria gewidmet sind. Sie sind jeweils mit vier marmorierten Säulen versehen. Die beiden Altarblätter wurden 1820 angeschafft. Der Hochaltar ist ebenfalls viersäulig. Er stammt aus dem späten 17. Jahrhundert. Das Altarblatt zeigt die Kreuzigung Jesu. Flankiert wird es von den Figuren des heiligen Oswald mit seinem Attribut, dem Raben und dem heiligen Ulrich mit dem Fisch. Die Kanzel stammt aus der zweiten Hälfte des 18. Jahrhunderts. Der Taufstein und das Chorgestühl wurde 1820 vom Missner Schreiner Sebastian Petrich gefertigt.
Die Orgel stammt von G. F. Steinmeyer & Co. aus Oettingen und wurde 1891 als opus 435 gebaut.
Der zum Volk gewandte Zelebrationsaltar stammt aus dem 20. Jahrhundert. Er wurde Theo Weh aus Reute unter Verwendung älterer Teile geschaffen; seine Vorderwand war ursprünglich ein Teil einer Kassettendecke eines alten Bauernhauses in Reute. Vom selben Künstler stammen auch die Sedilien und der Osterleuchter mit dem Lebensbaum, welchen er 1967 schuf.

## Pfarrpatrone
Ursprünglich hatte die Pfarrkirche das Doppelpatronat St. Konrad und St. Ulrich. Der Heilige Konrad stammte aus dem Haus der Welfen und war Bischof von Konstanz. Der Heilige Ulrich war Bischof von Augsburg und wurde nach seiner Heiligsprechung ein populärer Volksheiliger. Ulrich ist auch der Patron der Diözese Augsburg. Seit 1672 wird jedoch nur noch der Heilige Oswald als Patron für die Pfarrkirche Knottenried genannt. Dass der Hl. Oswald als Patron für die Kirche in Knottenried gewählt wurde, hängt vermutlich noch mit dem Patronat des Benediktinerklosters Weingarten zusammen. Der Heilige ist der zweite Patron des Klosters Weingarten; von hier aus hat sich der Oswald-Kult in Süddeutschland verbreitet. St. Oswald, der nicht dem Kanon der 14 Nothelfer angehört, wurde in den deutschsprachigen Alpenländern sehr geschätzt und dort oftmals statt eher unbekannter Heiliger unter die Nothelfer eingereiht.

## Glocken

### Geläut
Das Geläut der Pfarrkirche St. Oswald in Knottenried besteht aus vier Glocken.
Glocke I: Maria, Königin des Friedens – Schlagton a′, Gewicht 440 kg, 935 mm Durchmesser, gegossen 1987 von der Glockengießerei Bachert, Bad Friedrichshall
Glocke II: Die Glocke trägt eine lateinische Inschrift zu Ehren Christi, Schlagton c″, Gewicht 340 kg, 837 mm Durchmesser, gegossen 1466 von Ulrich Schnabelburg II., St. Gallen. Diese Glocke gehört laut einer Allgäuer Sage zu den Glocken, die besonders hochgeweiht und wettermächtig sind, dass, wenn sie läuten, kein Unwetter schaden kann. Die Wettergeister benennen diese Glocken vielfach mit Tiernamen. So schimpfen der Überlieferung nach die Wetterdämonen der Thalerhöhe auf den „Knottenrieder Brummbären“.
Glocke III: St. Oswald – Schlagton d″, Gewicht 234 kg, 715 mm Durchmesser, gegossen 1987 von Glockengießerei Bachert, Bad Friedrichshall
Glocke IV: St. Josef - Schlagton f″, Gewicht 151 kg, 601 mm Durchmesser, gegossen 2001 von der Glockengießerei Bachert, Bad Friedrichshall

### Läutemotive
Die Glocken von St. Oswald können mit unterschiedlichen Läutemotiven erklingen:
Glocken I-IV: Gralsmotiv/Parsifalmotiv (a-c-d-f)
Glocken II-IV: Gloria-Motiv (c-d-f)
Glocken I-III: Te Deum-Motiv (a-c-d)

### Historische Glocken
Das Bayerische Nationalmuseum ist im Besitz von zwei Knottenrieder Kirchenglocken in der schlankeren Form des 14. Jahrhunderts. Heute kann man die Glocken im Museum Hofmühle in Immenstadt besichtigen.

### Historisches Uhrwerk
Ebenso ist im Museum Hofmühle das ehemalige Uhrwerk der Pfarrkirche Knottenried ausgestellt, welches der Immenstädter Uhrmacher Franz Xaver Liebherr 1776 um 56 Gulden geschaffen hat.